# Silbervogel
Silbervogel (tysk) eller Silverbird (engelsk), var et design til et raketdreven suborbital bombefly, der fra Tyskland kunne nå USA. Flyet blev udtænkt af Eugen Sänger og Irene Bredt i slutningen af 1930'erne for Det Tredje Rige.  Ideen var, at flyet kunne slå smut i de øvre luftlag. Flyet forblev på tegnebordet, men efter 2.verdenskrig havde vestmagterne øje for Nazi-Tysklands teknologiske landvindinger, og mange forskere fra Nazityskland som Sänger og hans kone, født Bredt, og  Wernher von Braun kom til Frankrig, England eller USA for at starte rumkapløbet. 
Silbervogel eller Silverbird viste, at Det Tredje Rige teknologisk var på forkant. 
 Der er for få eller ingen kildehenvisninger i denne artikel, hvilket er et problem. Du kan hjælpe ved at angive troværdige kilder til de påstande, som fremføres i artiklen.